# Aristolochia grandiflora
Aristolochia grandiflora, im Deutschen gelegentlich auch als Großblumige Pfeifenblume oder Großblumige Osterluzei bezeichnet, ist eine Pflanzenart aus der Gattung der Pfeifenblumen (Aristolochia), deren Verbreitungsgebiet von Mittelamerika bis ins nördliche Südamerika reicht. Mit einer maximalen Gesamtlänge von mehreren Metern sind die Blüten die größten aller mittelamerikanischen Pflanzenarten und gehören mit zu den größten Blüten der Welt. Die Blüte durchläuft einen mehrtägigen Befruchtungszyklus, in dem Fliegen zunächst in das Innere der Blüte gelockt, dort für einen Tag gefangen halten und anschließend wieder freigelassen werden.

## Beschreibung

### Habitus und Blätter
Aristolochia grandiflora ist eine langwachsende, rankende Kletterpflanze. Die älteren Sprosse sind korkig und steif. Die einfachen, dunkelgrünen Laubblätter sind eiförmig-herzförmig, an den Spitzen spitz bis zugespitzt, an der Basis stark herzförmig, 8 bis 15 cm breit und 10 bis 20 cm lang. Die Blattoberseite ist glatt, die Blattunterseite ist bei jungen Blättern striegelig behaart und wird bei älteren Blättern ebenfalls glatt und etwas heller. Im Gegensatz zu anderen Arten der Gattung kommen keine Scheinnebenblätter vor.

### Blüte

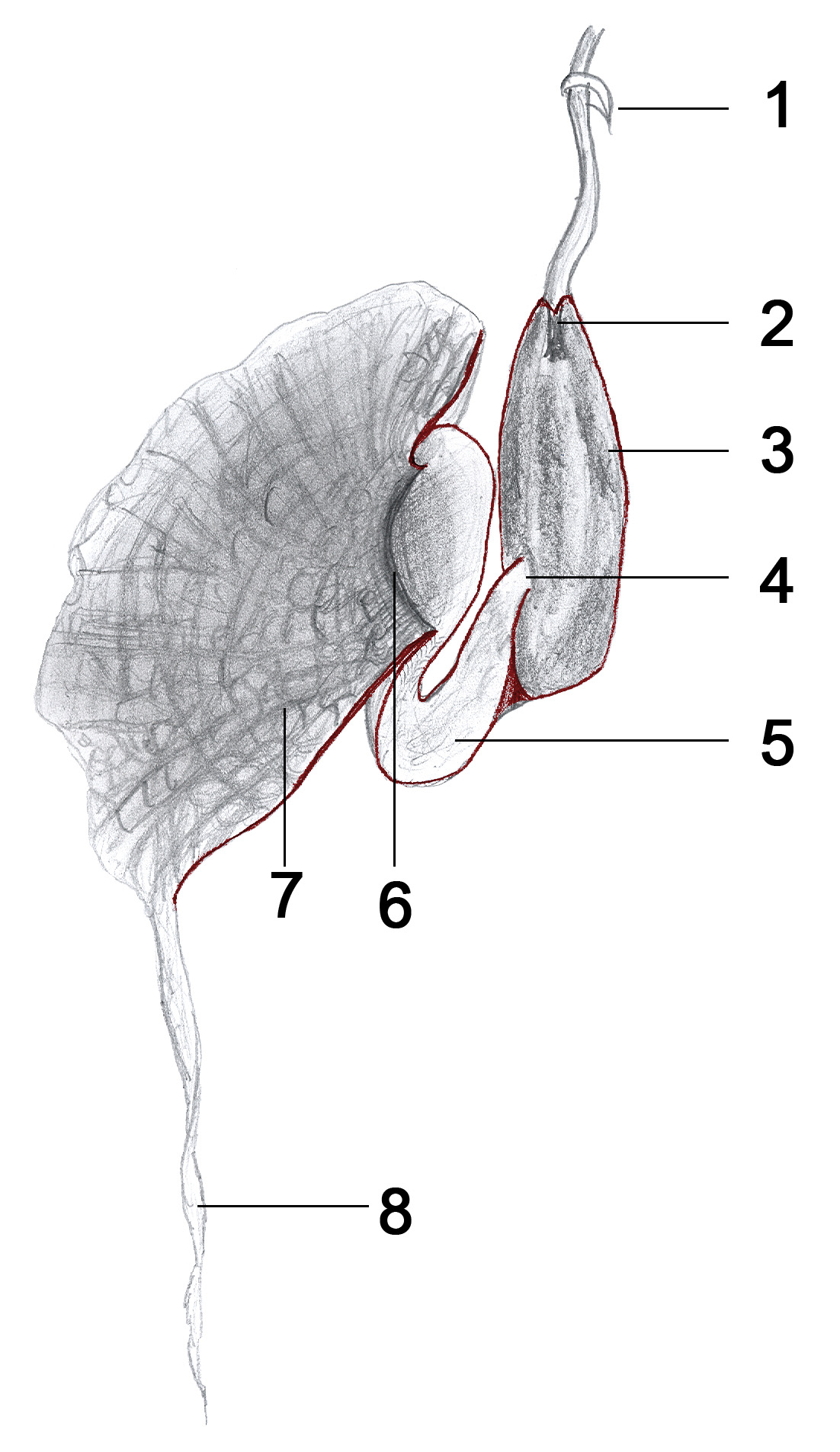
Schematischer Schnitt durch eine Blüte: 1. Tragblatt, 2. Narbensäule, 3. Kessel, 4. Reusenmund, 5. Reuse, 6. Annulus, 7. Lippe, 8. Fortsatz

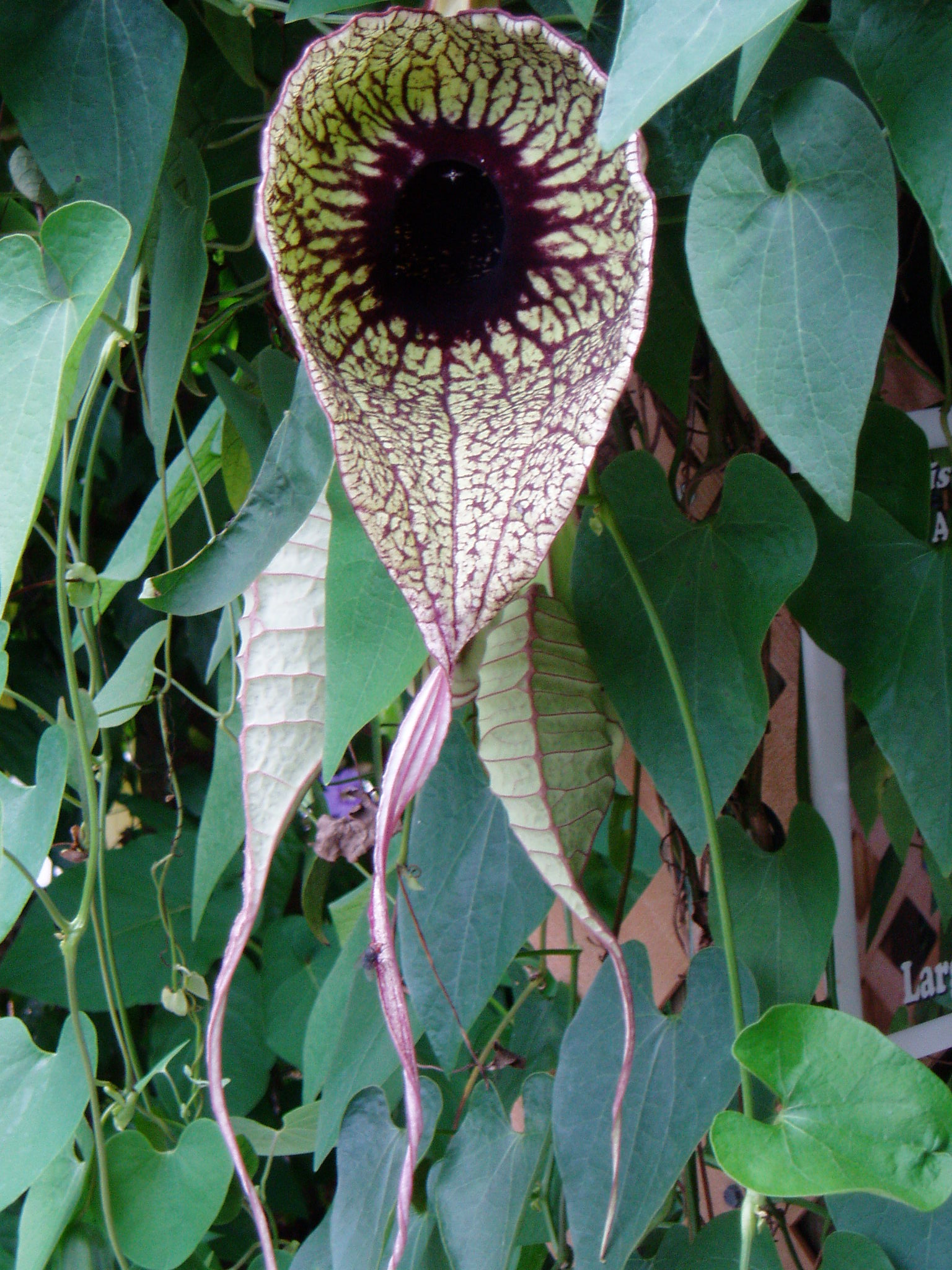
Blüte von Aristolochia grandiflora

Die stark zygomorphen, zwittrigen und vorweiblichen Blüten stehen einzeln in den Blattachseln, die Blütenstiele besitzen ein Tragblatt. Während der Blütezeit riechen sie zeitweise stark nach Aas. Der aus einem Kelchblatt bestehende Blütenkelch ist zweimal auffällig gebogen, 12 bis 20 cm lang und hat meist einen Durchmesser von 20 bis 50 cm, gelegentlich auch mehr. An der Spitze der Blattlippe ist er mit einem bis zu mehrere Meter langen Fortsatz versehen. Die Gesamtlänge der Blüte einschließlich Fortsatz kann 4,5 m überschreiten. Durch die Biegungen ist der Kelch in mehrere Bereiche unterteilt. Direkt am Blütenstiel hängt der sogenannte Kessel, der die Staubblatt- und Narbensäule enthält. Dieser ist tropfenförmig und höckerig geformt und etwa 6 bis 18 cm lang. Die daran anschließende Reuse ragt mit einem Mund schräg nach oben in den Kessel hinein. Der Mund ist zylindrisch und bis zu 4 cm lang, die nach oben weisende Reuse ist etwa 7 bis 15 cm lang. Der Eingang zwischen Lippe und Reuse (auch Annulus genannt) ist dünn und scharfkantig. Die Lippe schließt direkt an Annulus und Reuse an, ist violett, weiß, gelb, rot und grün marmoriert; das Innere der Blüte ist tiefviolett. Die sechslappige Narbensäule ist kronenförmig, etwa 1,5 cm hoch und 1 cm breit. Die sechs Antheren sind gleich weit von der Narbensäule entfernt.

### Frucht
Die Frucht ist eine zylindrische, 10 cm lange und 4 cm breite Kapsel. Sie springt spitzenwärts gerichtet, scheidewandspaltig mit sechs Klappen auf und enthält eine hohe Zahl an Samen, die in vertikalen Reihen angeordnet sind. Die Samen sind dreieckig, flach, horizontal eingedrückt, etwa 1 cm breit und 1,2 cm lang und besitzen eine Dicke von etwa 2 mm. Im Samen befindet sich ein rudimentärer, basaler Embryo in reichlich Endosperm.

## Verbreitung und Standorte
Das Verbreitungsgebiet von Aristolochia grandiflora reicht von Mexiko über Mittelamerika bis nach Panama und Kolumbien, sie kommt vor allem an der Atlantikküste Mittelamerikas vor, ist aber auch an der Pazifikküste zu finden. Weiterhin ist sie auf Kuba, Jamaika und Trinidad heimisch; die Vorkommen auf St. Thomas, Guadeloupe und Martinique sind möglicherweise verwilderte Kulturpflanzen.
Die Standorte befinden sich für gewöhnlich in feuchten Dickichten, oftmals an Flussufern. Sie rankt an mittelhohen Bäumen und bedeckt diese teilweise fast vollständig. Hauptsächlich ist sie in den „Tierra Caliente“ genannten warmen Höhenlagen unterhalb von 600 Metern zu finden, wo sie eine häufige Pflanze des Sekundärwaldes ist. Selten wachsen die Pflanzen in Höhen bis 1000 Meter, in Extremfällen jedoch auch bis 1300 Meter.

## Ökologie

### Bestäubung

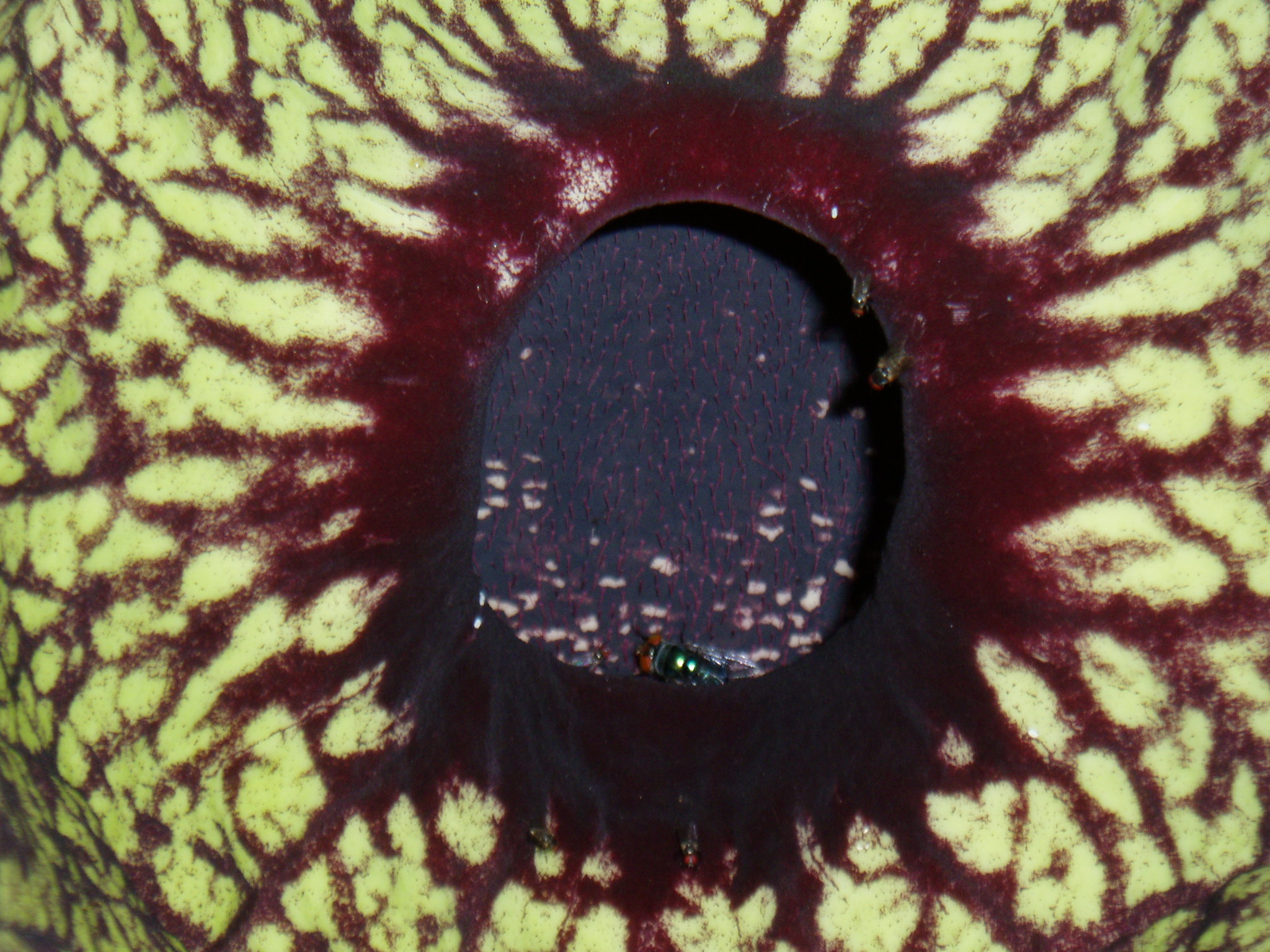
Fliegen am Annulus einer Blüte

Die Bestäubung erfolgt durch einen komplexen Mechanismus, der über mehrere Tage verteilt Fliegen anlockt, gefangen hält und zuletzt wieder freilässt. Schon einen Tag vor der Öffnung strömt die Blüte einen aas-artigen Geruch aus, der sich mit Öffnung der Blüte am frühen Morgen weiter verstärkt.
Am ersten Tag der Blüte stehen Reuse und Lippe in einem Winkel von etwa 28° zur Achse des Kessels, so dass das Einfliegen von Insekten begünstigt wird. Zu diesem Zeitpunkt befindet sich die Blüte in der weiblichen Blühphase, das heißt, die Narbe ist fruchtbar, jedoch sind die Staubbeutel noch geschlossen und geben keinen Pollen ab. Die Trichome in der Reuse sind nach innen gerichtet und steif und starr, so dass Insekten zwar ins Innere der Blüte vordringen können, jedoch nicht wieder zurück gelangen. Am oberen Ende des Kessels ist das Gewebe durchscheinend, so dass eine Art Fenster entsteht, durch welches Licht einfällt und die Besucher weiter ins Innere der Blüte lockt.
Beobachtungen zeigten, dass direkt nach Öffnung der Blüte vor allem Käfer und kleine Fliegen aus der Familie der Buckelfliegen (Phoridae) die Blüte besuchen. Am späteren Vormittag kommen jedoch vor allem größere Fliegen aus den Familien der Schmeißfliegen (Calliphoridae), Schwingfliegen (Sepsidae), Echten Fliegen (Muscidae) und Scheufliegen (Heleomyzidae) sowie auch weiterhin Buckelfliegen zu den Blüten. Ab dem Mittag des ersten Blütentages nimmt die Besucherrate drastisch ab, die Blüte bleibt jedoch bis zum nächsten Tag geöffnet.
Am Morgen des zweiten Tages der Blüte neigt sich die Reuse und die Lippe der Blüte nach vorn, so dass sie in einem Winkel von etwa 60° zur Achse des Kessels stehen. Zudem legen sich die Trichome im Inneren der Blüte an die Innenwand an und das Gewebe am oberen Ende des Kessels verdunkelt sich. Dadurch wird ermöglicht, dass die gefangen gehaltenen Fliegen der Blüte diese wieder verlassen können. Käfer, die sich innerhalb der Blüte befinden, können diese meist nicht verlassen. Der Aasgeruch der Blüte ist zu diesem Zeitpunkt fast vollständig verschwunden. Die dann bereits aufgeplatzten Staubbeutel geben den Pollen frei, mit dem die Fliegen beim Herausfliegen aus der Pflanze bedeckt werden und so eine weitere Blüte befruchten können.
Am dritten Tag der Blüte beginnt diese sehr schnell zu verwelken, fällt von der Pflanze ab oder beginnt mit der Selbstverdauung. Die abgefallene Blüte trocknet sehr schnell, meist innerhalb von zwei Tagen, aus. Ob und wie sich Käfer, die sich weiterhin in der Blüte befinden, aus dieser befreien können und ebenfalls zur Bestäubung beitragen, ist ungeklärt.

### Verhältnis zu anderen Tieren
Aristolochia grandiflora ist eine der Futterpflanzen der Raupen verschiedener Arten der Schmetterlings-Gattung Parides sowie der Art Battus chalceus, die alle zur Familie der Ritterfalter (Papilionidae) gehören. Bei Untersuchungen zur Ausbreitung einer Viruskrankheit in honduranischen Bananenplantagen wurden Blattläuse der Art Aphis gossypii auf der Rückseite geöffneter Blüten und auf den Unterseiten der Blätter von Aristolochia grandiflora entdeckt und so als ein möglicher Zwischenwirt bei der Übertragung der Krankheit identifiziert.

## Systematik
Aristolochia grandiflora ist innerhalb der etwa 500 Arten umfassenden Gattung Aristolochia in der Untergattung Aristolochia platziert. Innerhalb dieser Untergattung bildet die Art den Mittelpunkt des Aristolochia-grandiflora-Komplexes, dem weiterhin die Arten Aristolochia pichinchensis und Aristolochia gorgona zugerechnet werden. Alle Arten dieses Komplexes besitzen eine Chromosomenzahl von {\displaystyle 2n=14}. Lange Zeit wurden diese Arten mit in die Howardia-Serie eingeordnet, die die amerikanischen Arten der Untergattung enthält. Phylogenetische Untersuchungen konnten diese Einteilung nicht bestätigen, so dass die Serie in zwei neuweltliche Serien gespalten wurde. Das folgende Kladogramm der Untergattung Aristolochia zeigt eine mögliche Einordnung des Aristolochia-grandiflora-Komplexes, jedoch gelten die Ergebnisse als noch nicht vollständig gesichert. Die Gattung Euglypha scheint eine Schwesterklade zur Howardia-Serie zu bilden, jedoch wurden einige Arten aus dieser Serie entfernt, so dass diese nur noch zum Teil (pro parte) bestehen bleibt.
|  | Euglypha                 |
|  |                          |
|  | Serie Howardia pro parte |
|  |                          |

|  | Aristolochia lindneri |
|  |                       |
|  | Serie Einomeia        |
|  |                       |

|  | \| \| Aristolochia pichinchensis \| \| \| \| \| \| Serie Aristolochia gorgona \| \| \| \| |
|  |                                                                                           |
|  | Aristolochia grandiflora                                                                  |
|  |                                                                                           |
|  | Aristolochia pichinchensis                                                                |
|  |                                                                                           |
|  | Serie Aristolochia gorgona                                                                |
|  |                                                                                           |

|  | Aristolochia pichinchensis |
|  |                            |
|  | Serie Aristolochia gorgona |
|  |                            |

|  | Aristolochia lindneri |
|  |                       |
|  | Serie Einomeia        |
|  |                       |

|  | \| \| Aristolochia pichinchensis \| \| \| \| \| \| Serie Aristolochia gorgona \| \| \| \| |
|  |                                                                                           |
|  | Aristolochia grandiflora                                                                  |
|  |                                                                                           |
|  | Aristolochia pichinchensis                                                                |
|  |                                                                                           |
|  | Serie Aristolochia gorgona                                                                |
|  |                                                                                           |

|  | Aristolochia pichinchensis |
|  |                            |
|  | Serie Aristolochia gorgona |
|  |                            |

|  | Aristolochia lindneri |
|  |                       |
|  | Serie Einomeia        |
|  |                       |

|  | \| \| Aristolochia pichinchensis \| \| \| \| \| \| Serie Aristolochia gorgona \| \| \| \| |
|  |                                                                                           |
|  | Aristolochia grandiflora                                                                  |
|  |                                                                                           |
|  | Aristolochia pichinchensis                                                                |
|  |                                                                                           |
|  | Serie Aristolochia gorgona                                                                |
|  |                                                                                           |

|  | Aristolochia pichinchensis |
|  |                            |
|  | Serie Aristolochia gorgona |
|  |                            |

|  | Aristolochia lindneri |
|  |                       |
|  | Serie Einomeia        |
|  |                       |

|  | \| \| Aristolochia pichinchensis \| \| \| \| \| \| Serie Aristolochia gorgona \| \| \| \| |
|  |                                                                                           |
|  | Aristolochia grandiflora                                                                  |
|  |                                                                                           |
|  | Aristolochia pichinchensis                                                                |
|  |                                                                                           |
|  | Serie Aristolochia gorgona                                                                |
|  |                                                                                           |

|  | Aristolochia pichinchensis |
|  |                            |
|  | Serie Aristolochia gorgona |
|  |                            |

|  | Aristolochia lindneri |
|  |                       |
|  | Serie Einomeia        |
|  |                       |

|  | \| \| Aristolochia pichinchensis \| \| \| \| \| \| Serie Aristolochia gorgona \| \| \| \| |
|  |                                                                                           |
|  | Aristolochia grandiflora                                                                  |
|  |                                                                                           |
|  | Aristolochia pichinchensis                                                                |
|  |                                                                                           |
|  | Serie Aristolochia gorgona                                                                |
|  |                                                                                           |

|  | Aristolochia pichinchensis |
|  |                            |
|  | Serie Aristolochia gorgona |
|  |                            |

|  | Aristolochia lindneri |
|  |                       |
|  | Serie Einomeia        |
|  |                       |

|  | \| \| Aristolochia pichinchensis \| \| \| \| \| \| Serie Aristolochia gorgona \| \| \| \| |
|  |                                                                                           |
|  | Aristolochia grandiflora                                                                  |
|  |                                                                                           |
|  | Aristolochia pichinchensis                                                                |
|  |                                                                                           |
|  | Serie Aristolochia gorgona                                                                |
|  |                                                                                           |

|  | Aristolochia pichinchensis |
|  |                            |
|  | Serie Aristolochia gorgona |
|  |                            |

|  | Aristolochia lindneri |
|  |                       |
|  | Serie Einomeia        |
|  |                       |

|  | \| \| Aristolochia pichinchensis \| \| \| \| \| \| Serie Aristolochia gorgona \| \| \| \| |
|  |                                                                                           |
|  | Aristolochia grandiflora                                                                  |
|  |                                                                                           |
|  | Aristolochia pichinchensis                                                                |
|  |                                                                                           |
|  | Serie Aristolochia gorgona                                                                |
|  |                                                                                           |

|  | Aristolochia pichinchensis |
|  |                            |
|  | Serie Aristolochia gorgona |
|  |                            |

|  | Aristolochia lindneri |
|  |                       |
|  | Serie Einomeia        |
|  |                       |

|  | \| \| Aristolochia pichinchensis \| \| \| \| \| \| Serie Aristolochia gorgona \| \| \| \| |
|  |                                                                                           |
|  | Aristolochia grandiflora                                                                  |
|  |                                                                                           |
|  | Aristolochia pichinchensis                                                                |
|  |                                                                                           |
|  | Serie Aristolochia gorgona                                                                |
|  |                                                                                           |

|  | Aristolochia pichinchensis |
|  |                            |
|  | Serie Aristolochia gorgona |
|  |                            |

|  | Euglypha                 |
|  |                          |
|  | Serie Howardia pro parte |
|  |                          |

|  | Aristolochia lindneri |
|  |                       |
|  | Serie Einomeia        |
|  |                       |

|  | \| \| Aristolochia pichinchensis \| \| \| \| \| \| Serie Aristolochia gorgona \| \| \| \| |
|  |                                                                                           |
|  | Aristolochia grandiflora                                                                  |
|  |                                                                                           |
|  | Aristolochia pichinchensis                                                                |
|  |                                                                                           |
|  | Serie Aristolochia gorgona                                                                |
|  |                                                                                           |

|  | Aristolochia pichinchensis |
|  |                            |
|  | Serie Aristolochia gorgona |
|  |                            |

|  | Aristolochia lindneri |
|  |                       |
|  | Serie Einomeia        |
|  |                       |

|  | \| \| Aristolochia pichinchensis \| \| \| \| \| \| Serie Aristolochia gorgona \| \| \| \| |
|  |                                                                                           |
|  | Aristolochia grandiflora                                                                  |
|  |                                                                                           |
|  | Aristolochia pichinchensis                                                                |
|  |                                                                                           |
|  | Serie Aristolochia gorgona                                                                |
|  |                                                                                           |

|  | Aristolochia pichinchensis |
|  |                            |
|  | Serie Aristolochia gorgona |
|  |                            |

|  | Aristolochia lindneri |
|  |                       |
|  | Serie Einomeia        |
|  |                       |

|  | \| \| Aristolochia pichinchensis \| \| \| \| \| \| Serie Aristolochia gorgona \| \| \| \| |
|  |                                                                                           |
|  | Aristolochia grandiflora                                                                  |
|  |                                                                                           |
|  | Aristolochia pichinchensis                                                                |
|  |                                                                                           |
|  | Serie Aristolochia gorgona                                                                |
|  |                                                                                           |

|  | Aristolochia pichinchensis |
|  |                            |
|  | Serie Aristolochia gorgona |
|  |                            |

|  | Aristolochia lindneri |
|  |                       |
|  | Serie Einomeia        |
|  |                       |

|  | \| \| Aristolochia pichinchensis \| \| \| \| \| \| Serie Aristolochia gorgona \| \| \| \| |
|  |                                                                                           |
|  | Aristolochia grandiflora                                                                  |
|  |                                                                                           |
|  | Aristolochia pichinchensis                                                                |
|  |                                                                                           |
|  | Serie Aristolochia gorgona                                                                |
|  |                                                                                           |

|  | Aristolochia pichinchensis |
|  |                            |
|  | Serie Aristolochia gorgona |
|  |                            |

|  | Aristolochia lindneri |
|  |                       |
|  | Serie Einomeia        |
|  |                       |

|  | \| \| Aristolochia pichinchensis \| \| \| \| \| \| Serie Aristolochia gorgona \| \| \| \| |
|  |                                                                                           |
|  | Aristolochia grandiflora                                                                  |
|  |                                                                                           |
|  | Aristolochia pichinchensis                                                                |
|  |                                                                                           |
|  | Serie Aristolochia gorgona                                                                |
|  |                                                                                           |

|  | Aristolochia pichinchensis |
|  |                            |
|  | Serie Aristolochia gorgona |
|  |                            |

|  | Aristolochia lindneri |
|  |                       |
|  | Serie Einomeia        |
|  |                       |

|  | \| \| Aristolochia pichinchensis \| \| \| \| \| \| Serie Aristolochia gorgona \| \| \| \| |
|  |                                                                                           |
|  | Aristolochia grandiflora                                                                  |
|  |                                                                                           |
|  | Aristolochia pichinchensis                                                                |
|  |                                                                                           |
|  | Serie Aristolochia gorgona                                                                |
|  |                                                                                           |

|  | Aristolochia pichinchensis |
|  |                            |
|  | Serie Aristolochia gorgona |
|  |                            |

|  | Aristolochia lindneri |
|  |                       |
|  | Serie Einomeia        |
|  |                       |

|  | \| \| Aristolochia pichinchensis \| \| \| \| \| \| Serie Aristolochia gorgona \| \| \| \| |
|  |                                                                                           |
|  | Aristolochia grandiflora                                                                  |
|  |                                                                                           |
|  | Aristolochia pichinchensis                                                                |
|  |                                                                                           |
|  | Serie Aristolochia gorgona                                                                |
|  |                                                                                           |

|  | Aristolochia pichinchensis |
|  |                            |
|  | Serie Aristolochia gorgona |
|  |                            |

|  | Aristolochia lindneri |
|  |                       |
|  | Serie Einomeia        |
|  |                       |

|  | \| \| Aristolochia pichinchensis \| \| \| \| \| \| Serie Aristolochia gorgona \| \| \| \| |
|  |                                                                                           |
|  | Aristolochia grandiflora                                                                  |
|  |                                                                                           |
|  | Aristolochia pichinchensis                                                                |
|  |                                                                                           |
|  | Serie Aristolochia gorgona                                                                |
|  |                                                                                           |

|  | Aristolochia pichinchensis |
|  |                            |
|  | Serie Aristolochia gorgona |
|  |                            |

## Verwendung
Berichte über – oftmals schamanische und wissenschaftlich nicht belegte – medizinische Verwendungen von Aristolochia grandiflora sind vielfältig, so wird die Pflanze unter anderem gegen Asthma, Depressionen, Malaria, Rheuma, bei Verstopfung, Menstruationsbeschwerden, Cholera, Gelbfieber, Tobsucht, Tetanus und Syphilis sowie Erkrankungen der Leber eingesetzt. Mit am bekanntesten ist der Einsatz als Gegengift bei Schlangenbissen.
Medizinische Untersuchungen an Mäusen zeigten, dass ein Extrakt aus Aristolochia grandiflora in etwa 30 % der Versuche die Wirkung des Giftes der zur Familie der Grubenottern gehörenden Schlange Bothrops atrox neutralisierte. Weiterhin wurde berichtet, dass die Wurzeln für Schweine und andere Tiere giftig sein sollen.
Sämtliche Drogen der Gattung Aristolochia, einschließlich homöopathischer Verdünnungen bis D10, gelten wegen des hohen genotoxischen, insbesondere karzinogenen, und darüber hinaus nephrotoxischen Potentials der enthaltenen Stoffgruppe der Aristolochiasäuren als bedenklich. Entsprechend § 5 AMG (Gesetz über Verkehr mit Arzneimitteln) ist es verboten, als bedenklich geltende Arzneistoffe in den Verkehr zu bringen oder an Menschen anzuwenden.